# Gathynia seminigra
Gathynia seminigra är en fjärilsart som beskrevs av W. Warren 1897. Gathynia seminigra ingår i släktet Gathynia och familjen Uraniidae. Inga underarter finns listade i Catalogue of Life.